# Мональди, Винченцо
Винченцо Мональди (итал. Vincenzo Monaldi; 16 апреля 1899, Монте-Видон-Комбатте, Королевство Италия — 7 ноября 1969, Рим, Италия) — итальянский врач-фтизиатр, физиолог и государственный деятель, министр здравоохранения Италии (1958—1959).

## Биография
Родился в многодетной крестьянской семье.
Вступил в Итальянскую Народную партию. Уже в 20 лет был избран мэром коммуны Гроттаццолина. Участник Первой мировой войны, был удостоен военного Креста. В 1923 г. после конфликта с фашистами он был вынужден оставить общественно-политическую деятельность. В 1925 г. по окончании медицинского факультета Римского университета Ла Сапиенца получил степень доктора медицины, занимался исследованиями туберкулеза и болезней органов дыхания. В 1925—1931 гг. работал первым помощником, а затем ассистентом в Институте физиологии в Римском университете и одновременно в клинике туберкулеза в том же университете. Его первая монография «Элементы патофизиологии дыхательной системы при туберкулезе легких» (Рим, 1934) до 1956 г. переиздавалась четырежды и была переведена на испанский язык.
В 1945 г. был назначен директором санатория «Принц Пьемонта» (Principe di Piemonte). Выступил инициатором создания Центра комплексного обслуживания в Неаполе, который обеспечивал медицинской помощью любого обратившегося жителя города.
Являлся профессором на факультете медицины Неаполитанского университета. Основал журнал «Архивы фтизиатрии». был избран членом Королевского общества медицины в Лондоне и различных медицинских академий в Италии и Германии).
После учреждения министерства здравоохранения Италии в 1958 г. был назначен его первым руководителем. С 1959 г. — научный консультант санатория «Принц Пьемонта», который в 1973 г. получил имя ученого.
Член Сената Италии (1948—1968).

## Награды
Был награждён орденом Короны Италии, командор ордена «За заслуги перед Итальянской Республикой», награждён Папским Рыцарским Орденом Святого Григория Великого, испанским орденом «Ярма и стрелы», французским орденом Здравоохранения.